# Аня Лехнер
Аня Лехнер (на немски: Anja Lehner) е немски музикант, виолочелист и композитор.

## Биаграфия
Родена е в Касел, Германия. Учи при Хайнрих Шиф в Кьолн и в Университета в Базел, както и в Университета в Индиана.
Гостувала в България на 15 януари 2018 г., Камерна зала „България“.